# Yoji Sakai
Yoji Sakai (堺 陽二 Sakai Yoji?), född 13 december 1977 i Saitama prefektur, är en japansk före detta fotbollsspelare.
Sakai började sin karriär 2000 i Thespa Kusatsu. Han avslutade karriären 2006.